# Anyang (Coreia do Sul)
Anyang é uma cidade da Coreia do Sul localizada na província de Gyeonggi. Está localizada a sudeste de Seul e pertence a região metropolitana da capital nacional. Possui 618.732 habitantes (2004).
Sua economia está voltada para a indústria de material de construção, têxtil, de cerveja, de papel e cinematográfica.

## História
O nome Anyang se origina do shopping Anyang, que foi fundado por Wang Geon, o primeiro rei de Goryeo. No quarto ano de Hyōgong, rei de Silla (900), Wang Geon, um general de Gung Ye, estava passando pela Montanha Samsung para reprimir a rebelião nas áreas Gumju (Siheung) e Gwaju (Gwacheon). Durante suas viagens, as tropas encontraram um velho sacerdote budista chamado Neungjung, e enquanto ouvia o sacerdote, Wang Geon teve a ideia de construir um templo no local. O próprio Anyang é um termo budista que significa uma terra celestial onde transbordam alegria e liberdade inimagináveis.[carece de fontes?]
Tal como acontece com a maioria das vilas e cidades da Coreia do Sul, Anyang experimentou um enorme crescimento urbano durante as últimas décadas. Anyang foi severamente atingida pela guerra durante a Guerra da Coreia em 1951. Dez anos após o seu fim, a população da área ainda era em grande parte rural e a sua paisagem agrícola. Era bem conhecido pelo cultivo da uva. Anyang recebeu o status de cidade em 1973 e cresceu até se tornar a 15ª cidade mais populosa do país. Também está se tornando uma cidade suburbana para muitos trabalhadores em Seul devido à sua proximidade.[carece de fontes?]

## Geografia
Anyang é dividido em duas metades para fins administrativos: o distrito de Manan a oeste e o distrito de Dongan a leste. O distrito de Manan é um centro antigo e original centrado na estação Anyang. É dominada por uma zona comercial com mercados ao ar livre, conhecida como “ilbeonga” (primeira rua). O distrito de Dongan é um subúrbio novo e rico de Pyeongchon. 
Anyang abrange 58,46 quilômetros quadrados. Florestas e campos constituem 30,15 km2 , o desenvolvimento urbano constitui 11,51 km2, os campos secos constituem 1,8 km2, as áreas agrícolas constituem 1,25 km2  e outros usos da terra constituem 13,76 km2. Anyang é cercada por montanhas nos quatro lados. Essas montanhas são a montanha Gwanak e a montanha Samsung ao norte, a montanha Suri ao sudoeste e a montanha Cheongye e a montanha Morak aos outros lados. Existem oito riachos e rios em Anyang, com extensão de 34 quilômetros.

## Atrações turísticas
Existem muitos museus, parques e marcos históricos em Anyang, embora devido à sua localização e perfil relativamente baixo, Anyang não atrai muitos turistas internacionais. A maioria dos visitantes das atrações de Anyang são viajantes domésticos ou residentes locais. Os principais hotéis em Anyang são Samwon Plaza Tourist Hotel, Sogno Hotel, Koam Tourist Hotel, Anyang Blue Monte Resort & Youth Hostel, todos localizados em Manan Gu, e Central Tourist Hotel no distrito de Dongan.
O Museu de História de Anyang está localizado em Galsan-dong, distrito de Dongan, sendo o tema principal do museu a exibição da história e cultura da área de Anyang. Um local com mastros de estandartes de um templo Joongcho está localizado em Manan Gu. Eles são os únicos mastros de estandarte na Coréia do período 827 DC e são tão únicos que foram designados como tesouro nacional no. 4.

## Transporte
Anyang conta com serviços públicos de transporte, incluindo ônibus, metrô e trem. O terminal de ônibus intermunicipal está localizado em frente à estação Anyang, inaugurada em janeiro de 1905. Foi reconstruído em um edifício grande e moderno, que foi reaberto em dezembro de 2001 e fica ao lado da loja de departamentos Lotte. Demora aproximadamente 40 minutos na linha um de Anyang até a estação de Seul. Existem outras seis estações em Anyang: Myeonghak, Gwanak e Seoksu, e Beomgye, Pyeongchon e Indeogwon, as três primeiras na linha um e as três últimas na linha quatro.

## Esporte
Anyang é a casa do time de hóquei no gelo HL Anyang, que joga na Liga Asiática de Hóquei no Gelo. Eles ganharam seu primeiro título da liga asiática de hóquei em 2010 e foram o primeiro time sul-coreano a fazê-lo. Anyang também é a casa do time de basquete Anyang Jung Kwan Jang Red Boosters, que joga na Liga Coreana de Basquete. Anyang fundou seu próprio time de futebol profissional em 2013, o FC Anyang, que joga na K League 1, a primeira divisão do futebol sul-coreano. A equipe substituiu o FC Seul, que estava sediado em Anyang . O FC Anyang é uma equipe de cidadãos, financiada pelo conselho municipal juntamente com o dinheiro do patrocínio do patrocinador principal, o Kookmin Bank FC. Eles jogam no complexo do Estádio Anyang.

## Relações internacionais
- Komaki  (Aichi, Japão)
- Tokorozawa（Saitama, Japão)
- Garden Groove  (Califórnia, Estados Unidos）
- Hampton  (Virgínia, Estados Unidos）
- Shandong（Weifang, China)
- Ulan-Ude  (Buriácia, Rússia)
- Naucapan（Estado do México, México)
- Sorocaba（São Paulo, Brasil)